# Quinn Cummings
Quinn Cummings (Los Angeles, 13 agosto 1967) è un'attrice e scrittrice statunitense.

## Biografia
Grazie alla sua interpretazione nel film Goodbye amore mio! (1977), ottenne la candidatura ai Premi Oscar 1978 come miglior attrice non protagonista e ai Golden Globe 1978 nella stessa categoria (tra le più giovani candidate). 
Tra le altre produzioni a cui ha preso parte, da ricordare la serie televisiva In casa Lawrence (1978-1980), e i film The Babysitter (1980) e Doppia verità (1989).
Ha lavorato inoltre in televisione nella serie Hail to the Chief. Negli anni ottanta le sue interpretazioni come attrice sono diventate occasionali fino al ritiro dalle scene nel 1990. Dopo aver frequentato la UCLA, ha intrapreso la carriera di scrittrice.

## Riconoscimenti
- Young Hollywood Hall of Fame (1970's)
- Premi Oscar 1978 – Candidatura all'Oscar alla miglior attrice non protagonista per Goodbye amore mio!

## Filmografia parziale
- Big Eddie (1975) - serie TV
- Goodbye amore mio! (The Goodbye Girl), regia di Herbert Ross (1977)
- In casa Lawrence (Family) (1978-1980) - serie TV
- The Babysitter, regia di Peter Medak (1980) - film TV
- Hail to the Chief (1985) - serie TV
- Doppia verità (Listen to Me), regia di Douglas Day Stewart (1989)

## Doppiatrici italiane
- Giuppy Izzo in Goodbye amore mio!